# Marco Schneider
Marco Schneider (* 28. Mai 2001) ist ein österreichischer American-Football-Spieler.

## Karriere
Schneider durchlief unter Headcoach Shuan Fatah als Quarterback (QB) die Nachwuchsteams von Swarco Raiders Tirol.
Er erhielt auf dieser Position Aufgebote in den Nachwuchs-Kadern der Österreichischen Nationalmannschaft.
In der "perfekten" Saison 2019 erhielt Schneider unter Headcoach Fatah erstmals regelmäßige Einsätze in der Austrian Football League (AFL) als Backup auf der Position des Wide Receivers (WR).
Unter Headcoach Kevin Herron avancierter Schneider in der Saison 2021 auf dieser Position zum Stammspieler.
Schneider wurde 2021 vom American Football Bund Österreich zum „Young Star des Jahres“ ausgezeichnet. Er wurde in den Kader 2021 der Nationalmannschaft einberufen.
Ab der Spielzeit 2022 nimmt er mit den Raiders Tirol an der European League of Football (ELF) teil. Schneider konnte in seiner ersten Saison in der regulären Saison 41 Receptions, 633 Yards Raumgewinn und 8 Touchdowns verzeichnen und wurde zum "Rookie of the Year" gewählt. Bereits im November desselben Jahres gab der Wide Receiver bekannt auch in der ELF-Spielzeit 2023 für die Tiroler zu spielen.

## Erfolge
- Sieger Next Generation Bowl IV (U15, 2015)[11]
- Sieger Austrian Bowl XXXV[12] und Österreichischer Staatsmeister 2019[13]
- Sieger CEFL-Bowl XIV
- Sieger European Club Team Competition II
- Sieger Austrian Bowl XXXVI[14] und Österreichischer Staatsmeister 2021
- Halbfinale European League of Football (ELF) 2022[15]

## Statistik
| Jahr                                 | Team                 | Spiele | Receiving | Receiving | Receiving | Receiving | Receiving |
| Jahr                                 | Team                 | Spiele | Rec       | Yds       | Avg       | TD        | Lng       |
| ------------------------------------ | -------------------- | ------ | --------- | --------- | --------- | --------- | --------- |
| Austrian Football League             |                      |        |           |           |           |           |           |
| 2019                                 | Swarco Raiders Tirol | 12     | 24        | 294       | 12,3      | 5         | 55        |
| 2021                                 | Swarco Raiders Tirol | 10     | 53        | 734       | 13,8      | 12        | 63        |
| AFL Gesamt                           | AFL Gesamt           | 22     | 77        | 1028      | 13,4      | 17        | 63        |
| European League of Football          |                      |        |           |           |           |           |           |
| 2022                                 | Raiders Tirol        | 13     | 41        | 629       | 15,3      | 8         | 46        |
| 2023                                 | Raiders Tirol        | 12     | 43        | 524       | 12,2      | 4         | 43        |
| ELF Gesamt                           | ELF Gesamt           | 25     | 84        | 1.153     | 13,7      | 12        | 46        |
| Quelle: AFBÖ, sportsmetrics.football |                      |        |           |           |           |           |           |